# Анаревітос
Анаревітос — співправитель свого батька Епілла — короля кантіїв до 20 року, про що стало відомо лише в 2010 році на основі знайдених монет із зображенням Анаревітоса.